# Jie
Jie är ett könsneutralt förnamn. 56 män har namnet i Sverige och 99 kvinnor. Flest bär namnet i Stockholm, där 26 män och 46 kvinnor har namnet.